# Глухарёв, Алексей Николаевич
Алексей Николаевич Глухарёв (1959, Урюпинск, Россия, проживает под Москвой) — российский художник-ипполог, живописец, график, преподаватель.

## Биография
- 1959 — родился в городе Урюпинске Волгоградской области, в семье педагогов. Мать, Любовь Николаевна, урожденная Плешакова, — потомственная донская казачка. Отец, Глухарев Николай Иванович, — из московской интеллигенции, прадед по отцу из духовного сословия города Боровска.
- 1961 — переезд в Москву.
- 1972—1976 — учеба в детской художественной школе № 3 при Министерстве культуры СССР.
- 1971—1975 — занятия верховой ездой и конным спортом в ЦКСК ДСО «Урожай».
- 1973 — первый оплаченный заказ — «Портрет тракененского жеребца Ватерпаса», картон, масло 15x20 см.
- 1976—1980 — учеба в Театральном художественно-техническом училище в Москве.
- 1979 — женитьба на Берниковой Ольге Юрьевне.
- 1980—1983 — работа учителем рисования в школе № 76 Киевского района города Москвы
- 1980—1981 — работа берейтором на 1-м Московском конном заводе (подготовка лошадей к Международному аукциону).
- 1981—1983 — работа художником-оформителем в республиках Средней Азии СССР.
- С 1982 — сотрудничество с журналом «Коневодство и конный спорт».
- 1984 — первая персональная выставка в Библиотеке ТСХА. Москва.
- С 1984 — постоянное участие в различных выставках.
- 1984—1990 — работа над созданием коллекции портретов выдающихся лошадей для музеев государственных конных заводов и племенных ферм, таких как: конный завод «Кабардинский» К-Б АССР РСФСР; колхоз «Нартан» К-Б АССР РСФСР; конный завод «Мало-карачаевский» К-Ч АО РСФСР; конный завод «Ставропольский» Ставропольского края РСФСР; Рисоводческий ГПЗ «Красноармейский» Краснодарского края РСФСР; Краснодарский ипподром город Краснодар; колхоз «Тервете» Латвийской ССР; совхоз «Буртниеки» Латвийской ССР; конный завод «Комсомол» Туркменской ССР; конный завод «Восход» Краснодарского края РСФСР; конный завод «Старожиловский» Рязанской области РСФСР; Урюпинская ГЗК Волгоградской области РСФСР и мн.др.
- 1987 — выставка «Любовь — это все, что Вам нужно». Галерея «Варшавка» Москва.
- 1990—2007 — работа за рубежом: Польша, Германия, Нидерланды, Италия, Словения, Бельгия, Великобритания, Франция, Австрия, ОАЭ.
- 1995 — работа для Музея Живой Лошади в Шантийи, Франция, по приглашению Департамента Государственных конюшен Министерства сельского хозяйства Французской республики.
- 1995 — работа для Музея Живой Лошади в Шантийи, Франция, по приглашению музея.
- 1998 — сотрудничество с журналом «Золотой мустанг».
- С 1998 — активное участие во всех выставках ЭКВИРОС.
- С 2001 — сотрудничество с Большим Международным Конноспортивным Клубом Прадар.
- С 2002 — сотрудничество с КСК «Новый век».
- 2002 — участие в выставке «Конный перекресток» ЦДХ Москва.
- 2002 — основание галереи «Котильон».
- 2002 — участие в выставке «Русская тройка» Музей прикладного искусства. Москва
- 2003 — участие в выставке «Тысячелетняя Россия: образы жизни» Всероссийский музей декоративно-прикладного и народного искусства. Москва.
- С 2004 — сотрудничество с ООО Эквицентр Екатерины Забегиной, арт-директор и заместитель генерального директора.
- С 2005 — сотрудничество с КСК «Отрада» МО.
- С 2006 — проведение камерных встреч под названием «Глухарёвские четверги».
- 2006 — работа над созданием наружных стенных росписей для КСК «Отрада», Москва, (область), Митино.
- 2009 — юбилейная выставка живописи и графики «Жизнь лошадиная». Москва, галерея «Артефакт».
- 2009 — мастер-классы в батальной мастерской Российской Академии Художеств, Санкт-Петербургский Государственный Академический Институт Живописи, Скульптуры и Архитектуры имени И. Е. Репина. Санкт-Петербург.
- 2010 — участие в выставке ЗооКультУра-2010. Санкт-Петербург, 17-28 марта.
- 2010 — участие в выставке Эквирос Весна-2010. Москва, 17-21 марта.
- 2010 — участие в ежегодной выставке Союза Художников, С.-Петербург.
- 2010 — работа над созданием наружных стенных росписей для КСК «Новый Век», Московская область.
- 2010 — участие в выставке Эквирос 2010, Москва, 18-22 августа.

## Отзывы[1]
«Глаз художника, проникающий в мир лошади, мир добра и красоты; сердце художника, дающее людям возможность приобщиться к этому, одному из прекраснейших творений природы и человеческого таланта; золотые руки мастера, создающие для нас образы, покоряющие наши чувства и память — всё это слилось в один чудесный дар, дар создавать великолепные и неповторимые произведения».В. А. Парфёнов, доцент кафедры коневодства РГАУ-МСХА им. К. А. Тимирязева, кандидат сельскохозяйственных наук.
«В лошади превосходно слились самые восхитительные качества: сила и резвость, стать и красота, надежность боевого товарища и верность друга в нелегком труде. Без лошади, без её исторической роли, без её духовного смысла судьба человечества сложилась бы совершенно иначе.

Оценивая творчество Алексея Глухарёва, мне хочется отметить наиболее важную его способность — способность отразить немыслимое разнообразие лошадиной жизни и самой конной среды. Породы и масти, снаряжение и виды использования, воины и спортсмены и даже герои сказок и легенд — всё это самым прелестным и артистичным образом раскрывает он в своих работах».В. Б. Ковалевская, доктор исторических наук, ведущий научный сотрудник Института Археологии РАН
«Искусный рисовальщик, большой знаток животных Алексей Глухарёв не имеет себе равных в создании портрета лошади».«RUSSIE des chevaux; des hommes et des saints» Editions Belin, 2001

Жан-Луи Гуро, издатель, писатель, публицист, путешественник.
Лошадь и искусство не знают границ.

Мы встретились в 1993 году. Нам знакомы многие художники, изображающие лошадей, немногие из них обладают такими знаниями о лошадях как он: нас привлекло его внимательное отношение к деталям, достоверности, его точность в отношении к экстерьерным особенностям лошадей и его манера воплощения этих знаний. Алексей — страстный любитель лошадей и сам ездит верхом…Ив Бьенеме, основатель Музея Живой Лошади, Шантийи, Франция

## Публикации и библиография
- С 1982. «Коневодство и конный спорт». Москва. Заставки и иллюстрации.
- 1986. «Коневодство и Конный спорт». № 5. Москва."Художник Алексей Глухарев". Ю.Кузнецова.
- 1987. «Наш друг лошадь». Набор познавательных открыток. Текст А.Лескова.

«Изобразительное искусство» Москва, тираж СССР — 300 000, Куба — 300 000.
- 1988. Б.Камбегов. «Коневодство и коннозаводство России», Росагропроиздат. Москва.
- 1988. «Золотой Мустанг». № 2. Москва. «Рисуя лошадь», М.Симонова, Н.Нестерова.
- 1988. «Наш друг лошадь». Набор познавательных открыток. Текст А.Лескова.

«Изобразительное искусство» Москва. Дополнительный тираж — 300 000.
- 1989 — работа над иллюстрациями для книги: «В звонком топоте копыт» А.Бегунова, издательство «Физкультура и спорт», Москва.
- 1989. Riding Magazin.№ 10. «Riding in Russia».Vivienne Burdon.Англия.
- 1989. «Советский музей».№ 10. Москва. «Мы этой тревоге не вняли…».Т.Костина.
- 1991 — работа над иллюстрациями для книги: «Словарь справочник по коневодству и конному спорту» Г.Рогалев и Д.Гуревич, издательство «Россельхозиздат», Москва.
- 1992. «Наука и жизнь». Москва
- 1992. Blackmore Vale Magazine.№ 12. Англия. «Russian artist in Wiltshere».M.Head.
- 1992. Salisbury Journal. Англия.
- 1994. работа над иллюстрациями для книги: «Жизнь замечательных лошадей» Д.Урнов, издательство «Московский рабочий», Москва.
- 1997. «L&rsquoEPERON». :Журнал, Франция.
- 1997. Каталог 5-го международного салона в Самюре. Франция
- 1997. «Serko». Роман. Favre. Jean-lous Gouraud. Франция.
- 1998. Les chevaux. Журнал № 34 август-сентябрь-октябрь. Alexei Gloukhariov.Jean-lous Gouraud. Франция.
- 1998. «Concurs Hippique International». Paris-Porte De Versailles. Франция. Программа соревнований.
- 2000. работа над дополнительными иллюстрациями к переизданию книги: «Словарь-справочник по коневодству и конному спорту» Д.Гуревич, издательство «Центрполиграф», Москва.
- 2001. Russia: «des chevaux, des hommes et des saint».Jean-lous Gouraud. BELIN. Франция.
- 2001. «Золотой мустанг».№ 2. Москва
- 2002. «Лошади России». Полная Энциклопедия. Б.Камбегов, О.Балашкин, В Хохлов. изд. РИЦ МДК. Москва
- 2004 — публикация в журнале «Конный мир» статьи «Запечатленный образ».
- 2009 — издание альбома-каталога «Живопись и графика». Москва, НИЦ Принт.